# Dürnau (powiat Göppingen)
Dürnau – miejscowość i gmina w Niemczech, w kraju związkowym Badenia-Wirtembergia, w rejencji Stuttgart, w regionie Stuttgart, w powiecie Göppingen, wchodzi w skład związku gmin Raum Bad Boll. Leży w Jurze Szwabskiej, ok. 7 km na południe od Göppingen.